# Zagrebačka nogometna zona 1972./73.
Zagrebačka nogometna zona  je bila jedna od zona Prvenstva Hrvatske, te liga trećeg stupnja nogometnog prvenstva Jugoslavije u sezoni 1972./73. 
 
Sudjelovalo je 16 klubova, a prvaci su bili "Zagrebački plavi". 

## Ljestvica
| mj. | klub                      | ut. | pob. | ner. | por. | gol+ | gol- | bod     |
| --- | ------------------------- | --- | ---- | ---- | ---- | ---- | ---- | ------- |
| 1.  | Zagrebački plavi (Zagreb) | 30  | 19   | 5    | 6    | 76   | 34   | 43      |
| 2.  | Lokomotiva Zagreb         | 30  | 17   | 6    | 7    | 59   | 25   | 40      |
| 3.  | Metalac Sisak             | 30  | 18   | 3    | 9    | 63   | 32   | 39      |
| 4.  | Mladost Petrinja          | 30  | 13   | 9    | 8    | 46   | 41   | 35      |
| 5.  | Metalac Zagreb            | 30  | 15   | 5    | 10   | 49   | 37   | 35      |
| 6.  | Sloga Čakovec             | 30  | 14   | 5    | 11   | 52   | 53   | 33      |
| 7.  | Rudeš Zagreb              | 30  | 14   | 4    | 12   | 49   | 50   | 32      |
| 8.  | MTČ Čakovec               | 30  | 13   | 5    | 12   | 54   | 62   | 31      |
| 9.  | Radnik Velika Gorica      | 30  | 11   | 8    | 11   | 41   | 31   | 30      |
| 10. | Končar Zagreb             | 30  | 10   | 9    | 11   | 47   | 34   | 29      |
| 11. | Oroteks Oroslavje         | 30  | 12   | 3    | 15   | 39   | 52   | 27      |
| 12. | Slaven Koprivnica         | 30  | 10   | 4    | 16   | 37   | 52   | 24      |
| 13. | Čelik Križevci            | 30  | 10   | 4    | 16   | 39   | 56   | 22 (-2) |
| 14. | Dubrava Zagreb            | 30  | 7    | 7    | 16   | 27   | 46   | 21      |
| 15. | Ilovac Karlovac           | 30  | 6    | 7    | 17   | 43   | 88   | 19      |
| 16. | Sljeme Sesvete            | 30  | 5    | 8    | 17   | 34   | 72   | 18      |

## Rezultatska križaljka
| kratica | klub                      | ČEL | DUB | ILO | KON | LOK | METS | METZ | MLA | MTČ | ORO | RAD | RUD | SLA | SLO | SLJE | ZAGB |
| --- | ------------------------- | --- | --- | --- | --- | --- | ---- | ---- | --- | --- | --- | --- | --- | --- | --- | ---- | ---- |
| ČEL | Čelik Križevci            |     |     |     |     |     |      |      |     |     |     |     |     |     |     |      |      |
| DUB | Dubrava Zagreb            |     |     |     |     |     |      |      |     |     |     |     |     |     |     |      |      |
| ILO | Ilovac Karlovac           |     |     |     |     |     |      |      |     |     |     |     |     |     |     |      |      |
| KON | Končar Zagreb             |     |     |     |     |     |      |      |     |     |     |     |     |     |     |      |      |
| LOK | Lokomotiva Zagreb         |     |     |     |     |     |      |      |     |     |     |     |     |     |     |      |      |
| METS | Metalac Sisak             |     |     |     |     |     |      |      |     |     |     |     |     |     |     |      |      |
| METZ | Metalac Zagreb            |     |     |     |     |     |      |      |     |     |     |     |     |     |     |      |      |
| MLA | Mladost Petrinja          |     |     |     |     |     |      |      |     |     |     |     |     |     |     |      |      |
| MTČ | MTČ Čakovec               |     |     |     |     |     |      |      |     |     |     |     |     |     |     |      |      |
| ORO | Oroteks Oroslavje         |     |     |     |     |     |      |      |     |     |     |     |     |     |     |      |      |
| RAD | Radnik Velika Gorica      |     |     |     |     |     |      |      |     |     |     |     |     |     |     |      |      |
| RUD | Rudeš Zagreb              |     |     |     |     |     |      |      |     |     |     |     |     |     |     |      |      |
| SLA | Slaven Koprivnica         |     |     |     |     |     |      |      |     |     |     |     |     |     |     |      |      |
| SLO | Sloga Čakovec             |     |     |     |     |     |      |      |     |     |     |     |     |     |     |      |      |
| SLJE | Sljeme Sesvete            |     |     |     |     |     |      |      |     |     |     |     |     |     |     |      |      |
| ZAGP | Zagrebački plavi (Zagreb) |     |     |     |     |     |      |      |     |     |     |     |     |     |     |      |      |
| |                           |     |     |     |     |     |      |      |     |     |     |     |     |     |     |      |      |
| podebljan rezultat - utakmice od 1. do 15. kola (1. utakmica između klubova) rezultat normalne debljine - utakmice od 16. do 30. kola (2. utakmica između klubova) rezultat nakošen - nije vidljiv redoslijed odigravanja međusobnih utakmica iz dostupnih izvora rezultat smanjen * - iz dostupnih izvora nije uočljiv domaćin susreta prekrižen rezultat - poništena ili brisana utakmica p - utakmica prekinuta 3:0 p.f. / 0:3 p.f. - rezultat 3:0 bez borbe |                           |     |     |     |     |     |      |      |     |     |     |     |     |     |     |      |      |

 Izvori: